# Gatesville (Carolina del Nord)
Gatesville és una població dels Estats Units i seu del comtat de Gates a l'estat de Carolina del Nord. Segons el cens del 2008 tenia 312 habitants.

## Demografia
Segons el cens del 2000, Gatesville tenia 281 habitants, 117 habitatges i 80 famílies. La densitat de població era de 258,3 habitants per km².
Dels 117 habitatges en un 29,9% hi vivien nens de menys de 18 anys, en un 59% hi vivien parelles casades, en un 7,7% dones solteres, i en un 30,8% no eren unitats familiars. En el 29,1% dels habitatges hi vivien persones soles el 17,9% de les quals corresponia a persones de 65 anys o més que vivien soles. El nombre mitjà de persones vivint en cada habitatge era de 2,4 i el nombre mitjà de persones que vivien en cada família era de 3.
Per edats la població es repartia de la següent manera: un 25,3% tenia menys de 18 anys, un 5,3% entre 18 i 24, un 24,6% entre 25 i 44, un 24,2% de 45 a 60 i un 20,6% 65 anys o més.
L'edat mediana era de 41 anys. Per cada 100 dones de 18 o més anys hi havia 85,8 homes.
La renda mediana per habitatge era de 49.375 $ i la renda mediana per família de 62.500 $. Els homes tenien una renda mediana de 40.625 $ mentre que les dones 27.500 $. La renda per capita de la població era de 18.190 $. Entorn del 2,8% de les famílies i el 3,9% de la població estaven per davall del llindar de pobresa.

## Poblacions més properes
El següent diagrama mostra les poblacions més properes.